# Xinqiao Shuiku (reservoar i Kina, Shaanxi)
Xinqiao Shuiku (kinesiska: 新桥水库) är en reservoar i Kina. Den ligger i provinsen Shaanxi, i den nordvästra delen av landet, omkring 360 kilometer norr om provinshuvudstaden Xi'an. Xinqiao Shuiku ligger 1 371 meter över havet. Arean är 0,18 kvadratkilometer. Trakten runt Xinqiao Shuiku består i huvudsak av gräsmarker. Den sträcker sig 0,9 kilometer i nord-sydlig riktning, och 0,6 kilometer i öst-västlig riktning.
Genomsnittlig årsnederbörd är 680 millimeter. Den regnigaste månaden är juli, med i genomsnitt 195 mm nederbörd, och den torraste är december, med 1 mm nederbörd.